# Principes

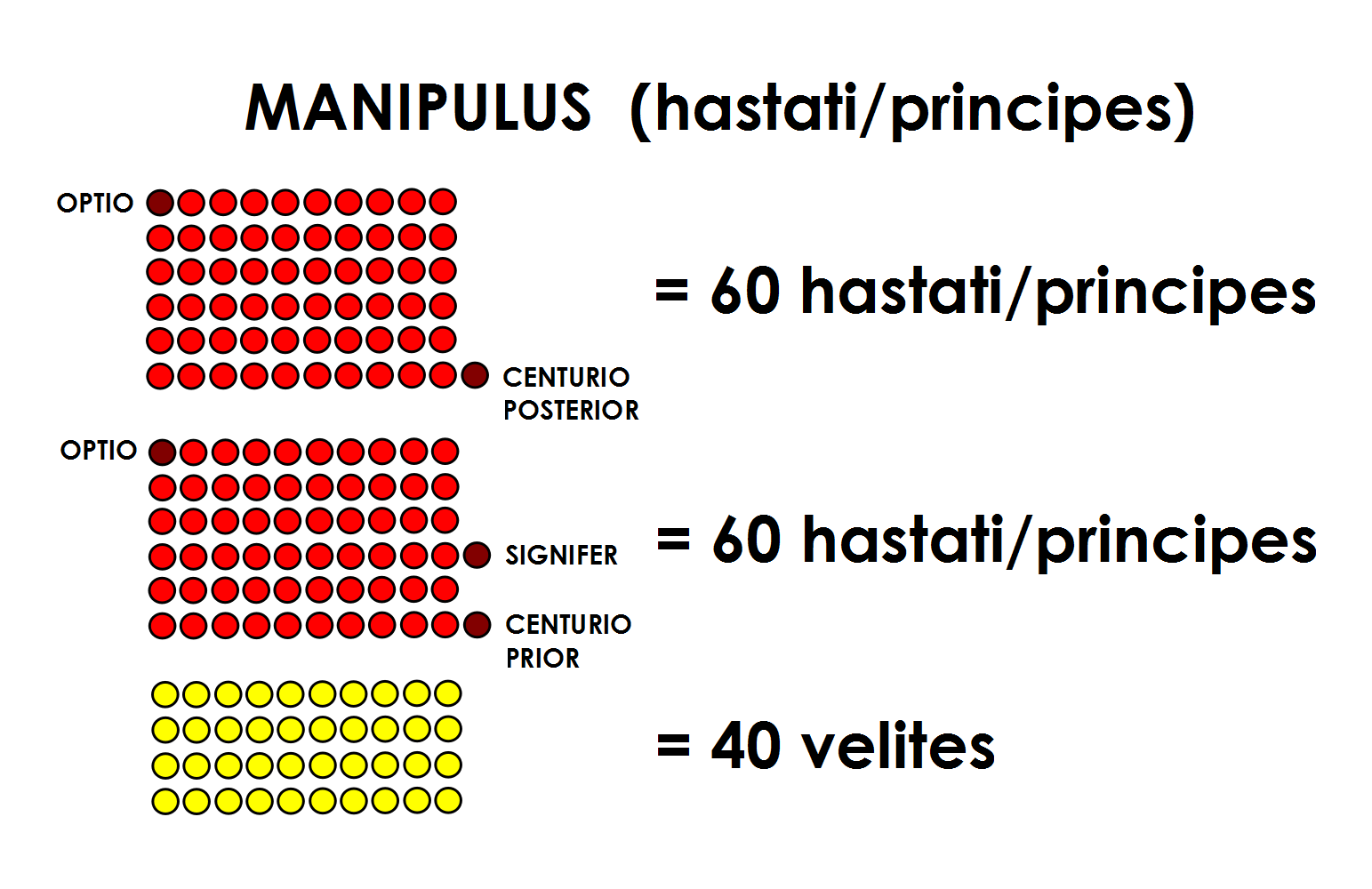
Un manípulo en formación

En la organización del ejército romano, concretamente de la legión, los principes eran soldados de cierta veteranía. En la disposición de damero de la legión republicana, se situaban detrás de los hastati y entraban en combate inmediatamente después de ellos. Se supone que tras el desgaste del adversario a manos de los asteros, si estos no habían sido capaces de romper las líneas enemigas, los principes debían adelantarse y relevar a aquellos con el peso principal del combate.

## Equipamiento y trasfondo
Los principes eran veteranos que rondaban los 30 años de edad, y que procedían de estratos sociales superiores a los de los asteros. Formaban la columna vertebral de la legión romana, en tiempos de la república, antes de las reformas de Mario. Previamente a dichas reformas, todo legionario se alistaba pagando su propio equipo.
Su equipamiento era prácticamente idéntico al de los asteros, excepto en lo que respecta a su protección, ya que llevaban cota de malla en sustitución de las placas pectorales de los asteros. Portaban el clásico scutum, uno o varios pilum que arrojaban al enemigo inmediatamente antes de entrar en combate cuerpo a cuerpo; y blandían un gladius.

## Historia
Se cree que los principes fueron creados a partir de los restos de la antigua segunda clase del ejército bajo los reyes etruscos cuando los organizó Marcus Furius Camillus. La segunda clase se colocaba entre las primeras filas de una gran falange y estaban equipados de manera similar a los principes. Ellos daban apoyo a la primera clase aún más pesada en la primera línea. Es probable que combates con los samnitas y una derrota aplastante a manos de Breno, guerrero galo, que en ambos casos utilizaban varias unidades militares de tamaño más reducido en vez de unas pocas unidades de grandes dimensiones, le enseñó a los romanos la importancia de la flexibilidad y lo inadecuado de la falange en el terreno abrupto y de colinas de la zona central de Italia.